# Station Ahrensfelde
Ahrensfelde is een spoorweg- en S-Bahnstation in het uiterste noorden van het Berlijnse stadsdeel Marzahn. Het station ligt parallel aan de Märkische Allee en niet ver van de grens met de Brandenburgse gemeente Ahrensfelde; de wijk waarin het station zich bevindt behoorde tot 1990 deels tot voornoemde gemeente en draagt eveneens de naam Ahrensfelde. Station Ahrensfelde is het eindpunt van S-Bahnlijn S7 en wordt daarnaast bediend door regionale treinen van de Ostdeutsche Eisenbahn (ODEG) naar Werneuchen en station Berlin-Lichtenberg. Het station is opgenomen op de Berlijnse monumentenlijst.
Op 1 mei 1898 kwam de Wriezener Bahn, een regionale spoorlijn van Berlijn via Werneuchen naar Wriezen, in gebruik. Vrijwel alle dorpen langs de lijn kregen een station, zo ook Ahrensfelde. Station Ahrensfelde lag echter, in tegenstelling tot de stations Ahrensfelde Friedhof en Ahrensfelde Nord, niet op het grondgebied van de gemeente Ahrensfelde, maar in Falkenberg, dat in 1920 opging in Groot-Berlijn.
In de jaren twintig begon de grote elektrificatie van de stads- en voorstadslijn in en rond Berlijn, die in 1930 tot de vorming van het S-Bahnnet zou leiden. Er bestonden weliswaar plannen ook de Wriezener Bahn te elektrificeren en in het S-Bahnnet op te nemen, maar de uitbraak van de Tweede Wereldoorlog verhinderde dit. Wel ging op de lijn, tot aan Werneuchen, het goedkopere S-Bahntarief gelden. In de DDR-periode werd de Wriezener Bahn aanvankelijk als "met stoom bedreven S-Bahn" aangeduid, maar zou Ahrensfelde uiteindelijk alsnog een S-Bahnstation worden. De ontwikkeling van het nieuwgebouwgebied Marzahn, waar voor ruim 100.000 mensen huizen werden gebouwd, maakte een snelle verbinding met het stadscentrum namelijk onmisbaar. Parallel aan de enkelsporige Wriezener Bahn legde men twee nieuwe, geëlektrificeerde sporen aan en op 30 december 1982 kwam de S-Bahnlijn naar Ahrensfelde gereed. Tegelijkertijd werd de regionale dienst uit Werneuchen ingekort tot Ahrensfelde. In 1993 herstelde men de doorgaande dienst tussen Werneuchen en Lichtenberg via Ahrensfelde echter weer.

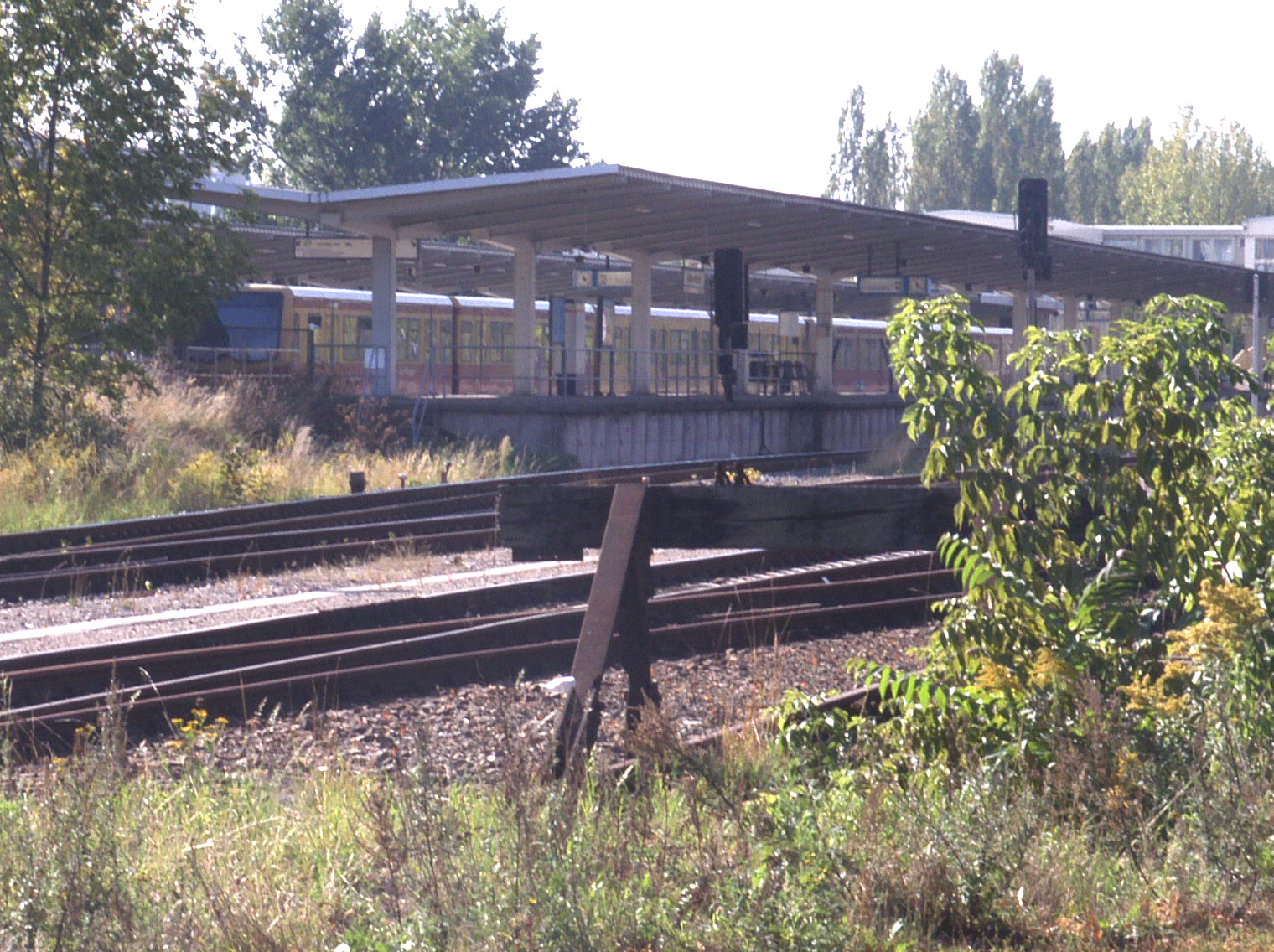
Het westelijke perron met op de achtergrond een S-Bahntrein

Sinds 1982 beschikt station Ahrensfelde over twee perrons met drie sporen, waaronder twee kopsporen voor S-Bahnlijn S7. Op het westelijke perron bestaat een cross-platform-overstap tussen de S-Bahn en regionale (diesel)treinen. De stationshal bevindt zich aan de noordzijde van het station, daarnaast is er aan de zuidkant een voetgangersbrug die beide perrons verbindt met elkaar en met de omliggende straten.